# Melocactus mazelianus
Melocactus mazelianus là một loài thực vật có hoa trong họ Cactaceae. Loài này được Ríha mô tả khoa học đầu tiên năm 1981.